# 喬嘉甫
喬嘉甫（1916年—1978年8月），漢名侯淑芬，又名任重、郗心一，喬嘉甫是其蒙语名字的音譯。卓索圖盟喀喇沁右旗（今內蒙古自治區赤峰市喀喇沁旗）人。民國5年（1916年）出生於北京。民國廿七年（1938年）襲新疆烏訥恩素珠克圖盟舊土爾扈特部北路右旗札薩克和碩親王（第八代）。

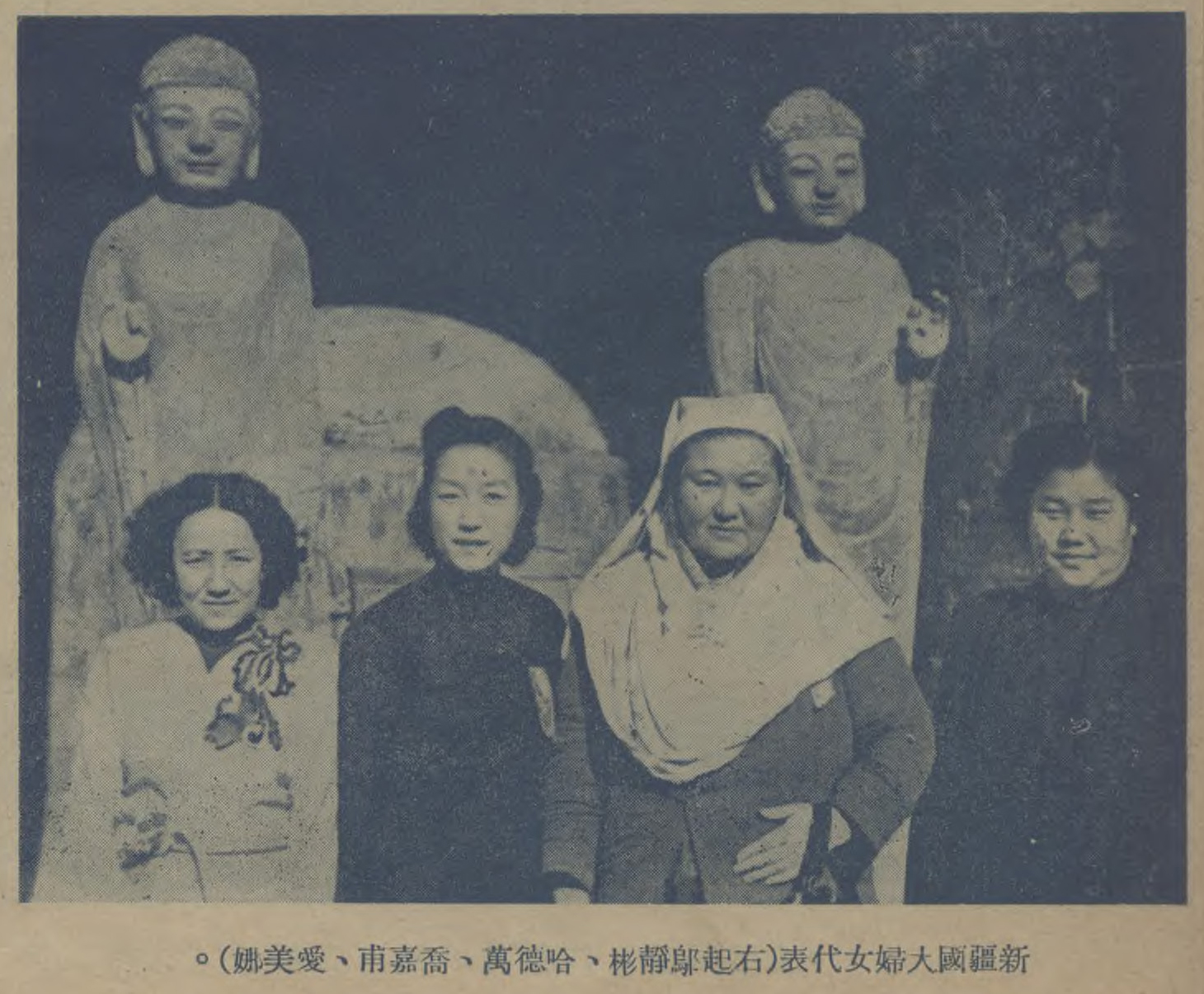
新疆國大婦女代表愛美娜、喬嘉甫、哈德萬、烏靜彬

喬嘉甫在20世紀30至40年代的新疆迪化是位風雲人物，她有時乘駿馬去巡視自己的部落，有時自開臥車出入官場，以其風姿綽約受到人們注目。

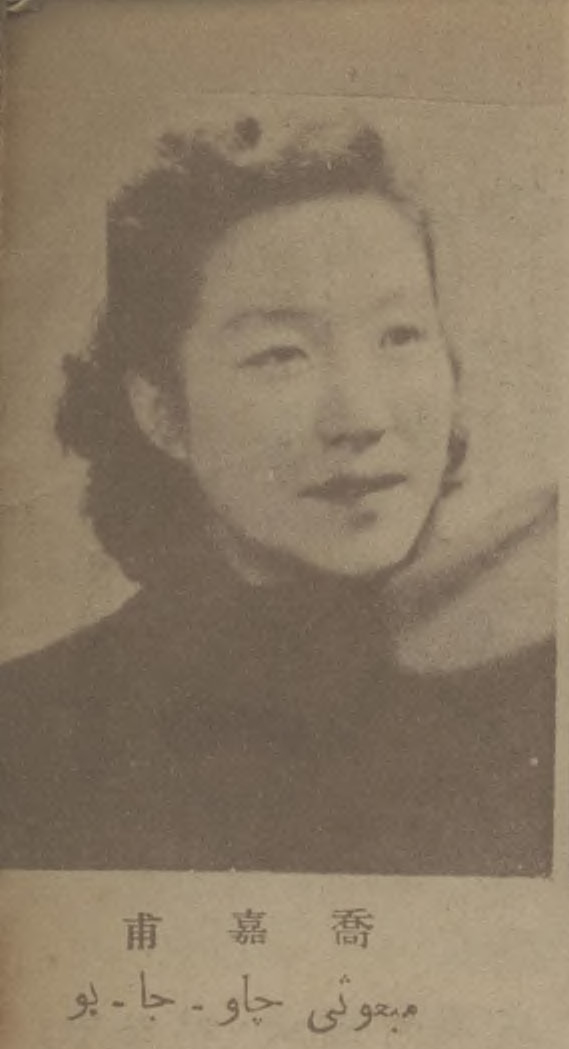
喬嘉甫

## 生平[3]
- 8歲，從父讀書。
- 13歲時，與舊土爾扈特北路右旗札薩克和碩親王鄂多勒莫扎布（第七代）的兒子輔國公多爾基阿拉什（又名勝寶）訂婚。這一年，多爾基阿拉什前妻依爾格吉德瑪病故，娶喬嘉甫爲續弦。
- 14歲時，喬嘉甫因父去世，與母親于佑貞到迪化定居。
- 17歲，迪化高小讀書一年。
- 民國廿三年（1934年），喬嘉甫18歲時與多爾基阿拉什成婚，生一子三歲時夭折。
- 民國廿六年（1937年），多爾基阿拉什病逝於和布克賽爾王爺府。
- 民國廿七年（1938年），喬嘉甫回到迪化娘家居住，並入新疆女子學院念中學。
  - 同年鄂多勒莫札布親王病故，無男性繼承王位，隨后由鄂多勒莫扎布之弟、十三世夏律宛呼圖克圖活佛主持繼承王位[4]，隨后返校讀書。讀書期間親王大印由夏律宛活佛掌管，活佛并任新疆省府及軍事都督府兩府署的政治顧問，以及蒙族文化會的委員長。
- 民國卅二年（1943年），阿山與塔城的牧民發生草場糾紛，盛世才委任喬嘉甫爲新疆省政府顧問及解決草場糾紛委員會主任委員，負責兩地草場劃界問題。這是喬嘉甫除王府之事外，首次參與的政務活動，
  - 同年7月9日，安文惠任塔城專員兼保安司令，直接管轄和豐王爺府，自此與喬姘識。
- 民國卅三年（1944年）4月，喬嘉甫被委任爲和豐縣保安團副總指揮官，協助團長薛廷芳在蒙民中征壯丁500人、騎馬500匹，擴充了保安第三團，又組織50多人的“自衛隊”。保安團在和豐、吉木乃、福海三縣，與遊擊隊聯合作戰。這時有蒙民1,000多人，趕著10萬多只羊、2,000多匹馬、4,000多頭牛、1,000多峰駱駝，逃到中蘇邊境。喬嘉甫親自將他們勸回牧地，獲得省主席吳忠信的獎賞。
- 民國卅四年（1945年）4月，三區叛亂，喬嘉甫帶領大喇嘛、部落頭人等32人逃到迪化，請省政府發給槍支和救濟款，同時帶走盟長金印。8月，霍博克薩裏王爺府被叛軍攻占。民國35年1月，叛匪立多爾基阿拉什長女巴爾吉提爲親王，造成從此喬嘉甫長期與女兒不和。
  - 同年又被任命爲國民參政會第四届參政员，新疆省臨時參議會參議員、新疆省宣撫委員，並任塔城宣撫隊領隊，保密局新疆站上校通訊員，並奉命與李鴻運等組織“邊光社”。
  - 同年1月，喬被委任爲新疆省貿易公司理事，同年6月任清理逆産委員會委員，同年9月任新疆選舉委員會第5小組（塔城）監選成員，同年11月加入中國國民黨。
  - 同年獲遴選為制憲國大代表[5]去南京參加制憲會議，會後到青島、北平、天津遊歷。
- 民國卅六年（1947年）5月，參加新疆省第一屆參議會，并在迪化創辦蒙族小學，自兼校長。
- 民國卅七年（1948年），當選新疆烏訥恩素珠克圖四路盟選出之立法委員，出席立法院第一屆第一會期內政及地方自治委員會、國防委員會、邊政委員會。
  - 會後去青海參加佛燈節。
  - 同年被委任新疆建設協會理事。
- 民國卅八年（1949年），任新疆婦女會理事長，由西北軍政長官公署上校高參晉升爲少將高參。4月至蘭州會見馬步芳。後被中國共產黨俘虜。
- 1951年9月，喬嘉甫被判刑。
- 1968年，刑滿後，被安置在塔里木農場試驗站當縫紉工。
- 1971年，喬嘉甫與施工員賈銘勳（民革成員）結婚，1976年離婚。
- 1975年，定居乌鲁木齐市，
- 1978年8月，乌鲁木齐市患癌症病逝。62歲

## 家庭
父侯聯珠，字席珍。民國八年（1919年）奉蒙藏委員會之命來迪化，任蒙哈學校教員、主任等職，後調任省政府蒙哈科長，民國十二年（1923年）任吐魯番縣知事。民國十三年（1924年）任綏來縣知事，還曾任駐塔什干、阿拉木圖領事。民國十九年（1930年）病故在綏來縣任上；母于佑貞，蒙族，1959年病逝。